# Birra negli Stati Uniti d'America

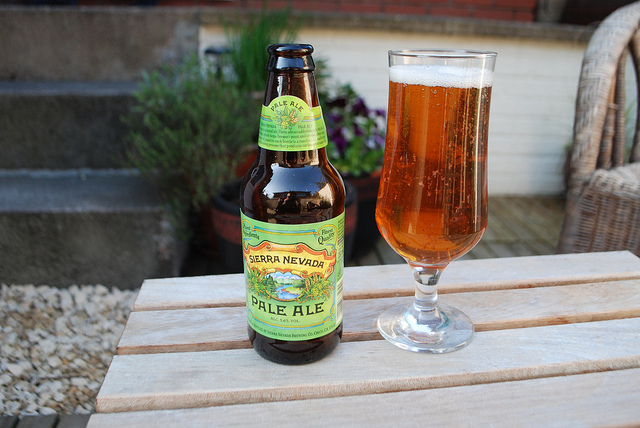
American pale ale moderna prodotta dalla Sierra Nevada

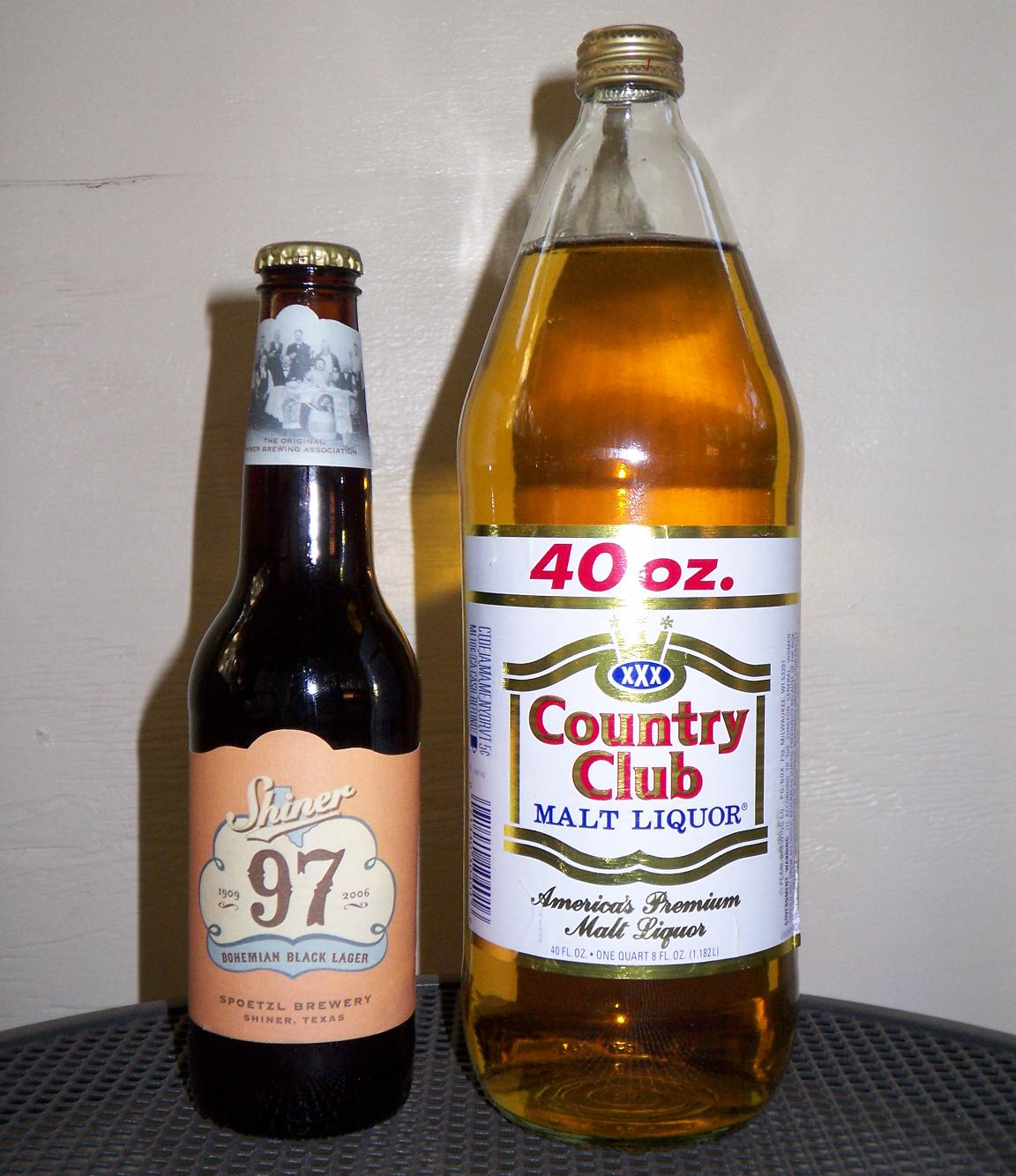
Bottiglie di una birra scura prodotta artigianalmente e un liquore al malto prodotto in serie

La birra negli Stati Uniti è prodotta da oltre 7.000 birrifici, che variano in dimensioni da giganti del settore a microbirrifici. Gli Stati Uniti hanno prodotto 196 milioni di barili di birra nel 2012 e consumano circa 110 litri di birra pro capite ogni anno. Nel 2011, gli Stati Uniti erano al quindicesimo posto nel mondo per consumo pro capite, mentre il consumo totale era secondo solo alla Cina. Sebbene la birra facesse parte della vita coloniale negli Stati Uniti, l'approvazione del diciottesimo emendamento alla Costituzione degli Stati Uniti nel 1919 ha comportato il divieto delle vendite di bevande alcoliche, costringendo quasi tutti i birrifici americani a chiudere o passare alla produzione di prodotti analcolici. Dopo l'abrogazione del proibizionismo, l'industria si è consolidata in un piccolo numero di birrifici su larga scala. Molti dei grandi birrifici che sono tornati a produrre birra dopo il proibizionismo, oggi in gran parte di proprietà di conglomerati internazionali come Anheuser-Busch InBev o SABMiller, mantengono ancora il loro dominio sul mercato nel ventunesimo secolo.

## Storia

### Albori
Le tribù di nativi americani nelle terre ora possedute dagli Stati Uniti producevano birra prima dell'arrivo degli europei, ma non usavano l'orzo. Una ricetta era composta da mais, linfa di betulla e acqua. Il primo riscontro di produzione di birra da parte di popolazioni non native risale al 1587 e il primo birrificio commerciale negli Stati Uniti fu costruito dalla Compagnia olandese delle Indie occidentali nel 1632 a Lower Manhattan su Brewers (in seguito Stone) Street. Il 5 febbraio 1663 Nicholas Varlett ottenne da Peter Stuyvesant una concessione per un birrificio a Castle Point a Hoboken, nel New Jersey.
Le tradizioni della birra dell'Inghilterra e dei Paesi Bassi (come introdotte a New York) assicurarono che il bere coloniale sarebbe stato dominato dalla birra piuttosto che dal vino. Fino alla metà del diciannovesimo secolo, le birre che si rifacevano allo stile inglese dominarono la tipologia di birre americane. La situazione cambiò quando gli stili di birra lager a lunga conservazione introdotti dagli immigrati tedeschi si rivelarono più redditizi per la produzione e la spedizione su larga scala. Il luppolo nella birra lager aveva difatti, come qualità, elevate proprietà conservative, mentre le birre locali dell'epoca acquisivano rapidamente un cattivo sapore acido e venivano ritenute rischiose da bere.
La birra prodotta da queste aziende era originariamente basata su diversi stili dell'Europa centrale, ma lo stile Pilsener, che utilizzava luppoli cechi delicati, orzo con spighe a 6 ranghi pallido e leggermente abbrustolito e spesso aggiunte come riso e mais, ha gradualmente prevalso.
La birra Steam, il primo stile di birra unicamente americano, si è sviluppata nell'area di San Francisco nel corso del XIXesimo secolo. È nata dal desiderio di produrre birra chiara senza l'uso della refrigerazione. Dopo la fine del proibizionismo, la Anchor Brewing Company rimase come unico produttore di birra Steam. La società era vicina alla chiusura nel 1965, quindi Fritz Maytag, pronipote del fondatore della Maytag Corporation, salvò il birrificio e con esso lo stile della birra a vapore. Anchor possiede da allora il marchio "Steam Beer" e tutte le successive interpretazioni dello stile sono ora chiamate California common.
La DG Yuengling & Son, comunemente chiamata Yuengling (pronunciata "ying-ling"), è la più antica azienda produttrice di birra negli Stati Uniti, fondata nel 1829 da David Yuengling, ed è una delle più grandi fabbriche di birra, in volume, nel paese. Con sede a Pottsville, in Pennsylvania, è attualmente il più grande birrificio di proprietà americana.

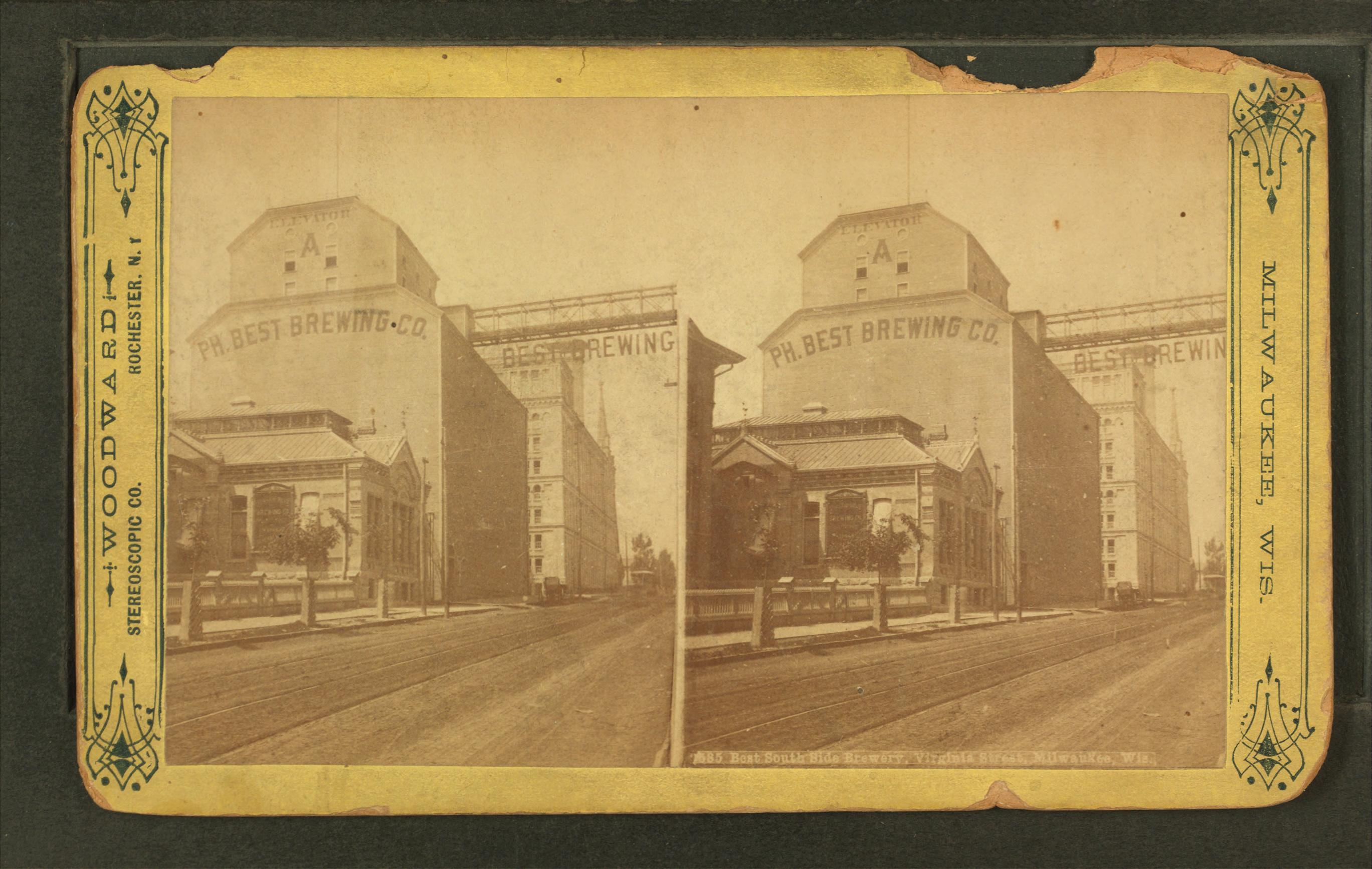
Best Brewing Co., Juneau Avenue, Milwaukee, Wisconsin, circa 1885

Uno dei primi produttori di birra su larga scala fu Best Brewing (in seguito ribattezzato Pabst Brewing Company), un birrificio del Milwaukee costruito dall'immigrato tedesco Phillip Best negli anni 1840. Ha iniziato a consegnare la sua birra a Chicago e St. Louis il decennio seguente, prima traghettandola e infine in treno, stabilendo un marchio di birra transfrontaliero negli Stati Uniti. Altre fabbriche di birra di successo dell'epoca avviate dagli immigrati tedeschi a Milwaukee, includevano la Valentin Blatz Brewing Company, la Joseph Schlitz Brewing Company e la Miller Brewing Company.
La Weston Brewing Company fu fondata nel 1842 dall'immigrato tedesco John Georgian. Georgian portò con sé la tradizione della birra chiara quando si stabilì a Weston. Il birrificio è stato progettato per utilizzare il ghiaccio del fiume durante l'inverno e le cantine di latifoglie scavate in profondità nel terreno per creare le condizioni ideali per la sua birra che doveva essere conservata sotto i 60 gradi per più di sei settimane. Nel creare il birrificio, la Weston Brewing Company è diventata una delle prime fabbriche di birra lager negli Stati Uniti.
A St. Louis, un benestante produttore di saponi tedesco, Eberhard Anheuser, acquistò una fabbrica di birra in difficoltà nel 1860. Sua figlia sposò un fornitore di birra, Adolphus Busch, che rilevò la società dopo la morte del suocero e la ribattezzò Anheuser- Busch. Busch presto fece un giro in Europa, scoprendo il successo della birra boema, e introdusse la birra Budweiser (dal nome di una birra prodotta nella città di Budweis in Boemia) nel 1876. Anheuser-Busch, e la sua birra Budweiser, sarebbero diventate la più grande fabbrica e il più grande marchio di birra al mondo. La società ha innovato l'uso della refrigerazione nei vagoni ferroviari per trasportare le sue birre, il che ha contribuito a rendere la Budweiser in bottiglia il primo marchio nazionale di birra negli Stati Uniti.
Nel 1912, l'uso di bottiglie marroni iniziò ad essere utilizzato dalla Joseph Schlitz Brewing Company del Milwaukee. Questa innovazione è stata poi accettata in tutto il mondo e impedisce ai raggi solari di deteriorare la qualità della birra.

### Proibizionismo

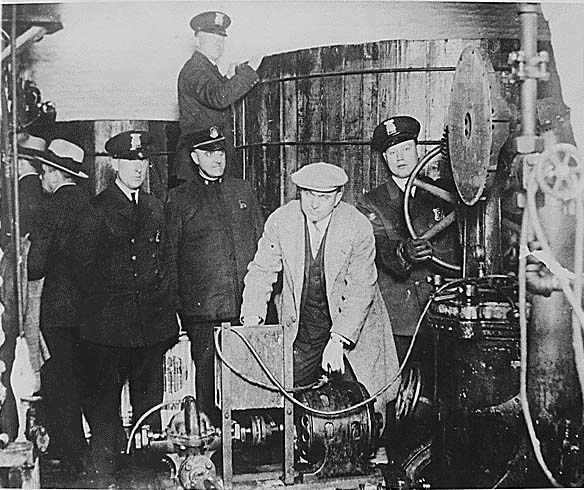
La polizia di Detroit scopre un birrificio sotterraneo durante il proibizionismo

Il 16 gennaio 1919 il diciottesimo emendamento alla Costituzione degli Stati Uniti fu promulgato in legge, creando l'era del proibizionismo, in cui la produzione, la vendita e il trasporto di bevande alcoliche furono resi illegali. Tutta la produzione legale di birra americana si fermò quando fu imposto il divieto, sebbene il precedente movimento di temperanza avesse già ridotto significativamente il numero di birrifici. Solo alcune fabbriche di birra, principalmente le più grandi, sono state in grado di rimanere in attività fabbricando birra a bassa gradazione alcolica, sciroppo di malto o altri prodotti analcolici a base di cereali, oltre a bevande analcoliche come cola. La produzione e la spedizione di alcolici erano in gran parte limitate a operazioni illegali che potevano fornire bevande distillate compatte - ad esempio rum di contrabbando - in modo più efficiente e affidabile rispetto ai prodotti più voluminosi come la birra.
Il proibizionismo americano fu abrogato per gradi. In primo luogo, il Volstead Act che definiva i "liquori intossicanti", è stato modificato nell'aprile 1933 dal Cullen – Harrison Act per dichiarare che una birra con un contenuto di alcol fino al 3,2% non fosse "intossicante", e quindi non andasse vietata (si noti che il "3.2%" a cui si fa riferimento è una misurazione in peso, approssimativamente equivalente al 4% se misurato in volume, come è ormai comune). Entro 24 ore dalla legalizzazione, furono venduti fino a 1,5 milioni di barili di birra al 3,2% di gradazione alcolica, facendo sì che alcuni ipotizzassero una immediata "carestia della birra". Poco dopo, nel dicembre dello stesso anno, il ventunesimo emendamento alla Costituzione degli Stati Uniti abrogò il divieto in generale, ma lasciò la produzione di bevande alcoliche fortemente regolata dalle autorità federali, statali e locali. In questi regolamenti era compresa l'imposizione di un sistema di distribuzione a tre livelli, in cui un produttore di bevande alcoliche doveva passare attraverso un distributore all'ingrosso per vendere il suo prodotto, anziché venderlo direttamente ai rivenditori.

### Dopo il Proibizionismo
Sebbene il ventunesimo emendamento consentisse ai birrifici di riprendere legalmente a praticare la propria attività, rimasero molte "dry counties" cioè contee che non permettevano il commercio degli alcolici, il che rallentò la ripresa dell'industria della birra. Inoltre, i molti proibizionisti del movimento per la temperanza erano ancora piuttosto chiassosi e sono stati in grado di mantenere un ampio seguito nonostante l'abrogazione del diciottesimo emendamento. Prima che l'industria della birra americana potesse tentare di ristabilirsi, iniziò la Seconda guerra mondiale. Ciò ha ulteriormente inibito il riemergere di birrifici più piccoli perché gran parte della fornitura di grano era razionata a causa della guerra, costringendo i birrifici a utilizzare aggiunte come mais e riso accanto all'orzo tradizionalmente utilizzato nella produzione di birra. I proibizionisti videro un'opportunità allettante per reprimere gli sforzi delle restanti fabbriche di birra, insistendo sul fatto che la produzione commerciale di birra sprecava forza lavoro, grano, carburante e spazio di carico che avrebbe dovuto andare verso lo sforzo bellico all'estero. I birrifici risposero a queste accuse esaltando i benefici che il lievito di birra ha sulla salute umana, in particolare il loro alto contenuto di vitamina B. Si sosteneva che l'aumento della tiamina nelle diete dei soldati e degli operai avrebbe migliorato le prestazioni sul campo di battaglia e in fabbrica e che tale aumento giustificasse sufficientemente la necessità della birra. Il governo americano decise che i benefici della vitamina B nel lievito di birra, insieme alle tasse provenienti dalle vendite di birra, erano sufficienti a giustificare una richiesta per precettare il quindici percento della produzione di birra per i militari.
Sebbene le fabbriche di birra americane avessero il sostegno del loro governo, avevano ancora bisogno di conquistare i cuori e i portafogli del popolo americano. 
A tale scopo, le principali fabbriche di birra si sono unite e hanno lanciato la campagna pubblicitaria "Morale is a Lot of Little Things". La campagna può essere ben sintetizzata dal seguente annuncio su rivista del 1942: 
 "Se sei un uomo, è un brillìo sulle tue scarpe... la dolce sensazione di una canna da mosca in mano... Se sei una donna, è una complessa nuova acconciatura forse... o un cambio di rossetto. Il morale è un sacco di piccole cose del genere. La gente può sopportare le grandi cose peggiori... le brutte notizie, i bombardamenti... soltanto se rimangono alcune delle piccole cose buone, familiari e confortanti. " 
Dal momento in cui l'America entrò in guerra nel 1941 fino alla fine della guerra nel 1945, la produzione complessiva di birra aumentò di oltre il 40% nonostante il piccolo numero di birrifici attivi. Questa crescita in tempo di guerra permise alle grandi fabbriche di birra come Anheuser-Busch di dominare il mercato americano per oltre cinquant'anni. Durante questo periodo hanno prodotto birre più note per la loro uniformità che per qualsiasi sapore particolare. Le birre come quelle prodotte da Anheuser-Busch e Coors Brewing Company hanno seguito uno stile pilsner limitato, con processi industriali su larga scala e l'uso di ingredienti a basso costo come mais o ingredienti come il riso, che ha fornito amido per la produzione di alcol, contribuendo al minimo al gusto del prodotto finale. Il predominio del cosiddetto "macrobirrificio" ha portato a uno stereotipo internazionale di "birra americana" come scadente in termini di qualità e sapore.

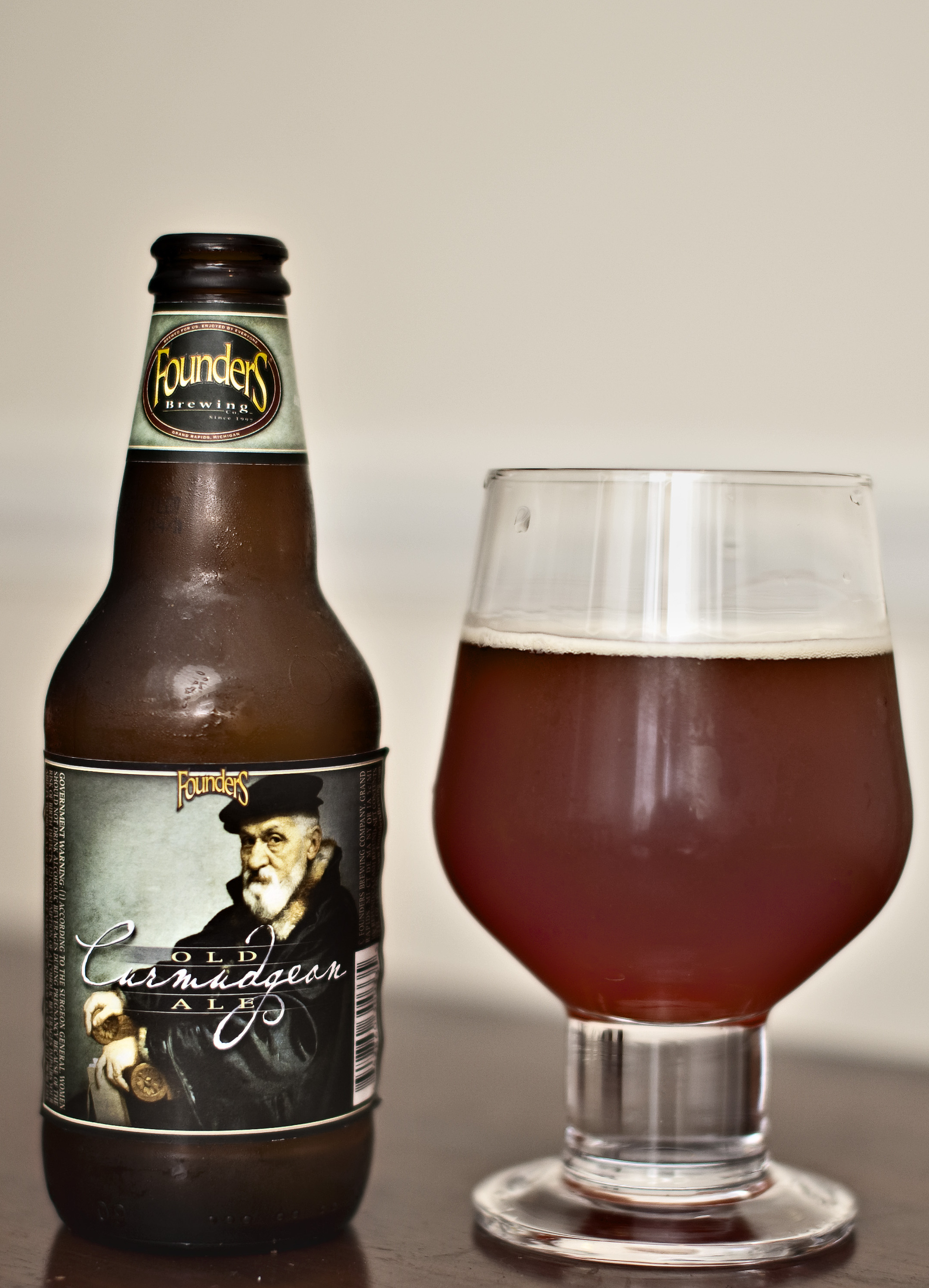
Calice di Founders Curmudgeon Old Ale, una birra artigianale americana

### Emergenza dei piccoli birrifici
Negli anni Settanta, il consolidamento e il dominio dei principali produttori di birra del paese hanno portato al minor numero di birrifici nella storia moderna del paese. Nonostante ciò, il periodo ha visto anche l'inizio dell'attuale movimento della birra artigianale del paese. Nel 1976, l'ingegnere ottico Jack McAuliffe fondò la New Albion Brewing Company nella contea di Sonoma, in California, diventando il primo microbirrificio della nazione dopo il proibizionismo. Influenzato dalla recente inversione di tendenza di Fritz Maytag della Anchor Brewing Company e un precedente stazionamento militare in Scozia, la birreria McAuliffe offrì stout e birra chiara ad un pubblico più abituato a lager leggermente aromatizzate. Nonostante sia rimasta in attività solo per sette anni, New Albion accese un interesse per la birra artigianale e un precedente per una generazione di produttori di birra artigianale.
Il 14 ottobre 1978, la H.R. 1337 fu integrata nella legge, legalizzando la produzione domestica di una piccola quantità di birra o vino per consumo personale. Da allora, gli Stati Uniti hanno assistito a una ripresa della cultura della birra e alla diffusa proliferazione di piccoli birrifici. Nel marzo 1986, negli Stati Uniti erano stati aperti cinque birrifici. Il numero totale di fabbriche di birra è passato da 42 nel 1978 a oltre 2.750 nel 2012, raggiungendo o superando il numero di fabbriche di birra che si stima esistessero durante il periodo coloniale. Praticamente tutta questa crescita è attribuibile a piccoli birrifici indipendenti.

## Economia
La birra è la bevanda alcolica più popolare in America e rappresenta circa l'85% del volume di bevande alcoliche vendute negli Stati Uniti ogni anno. A partire dal 2016, le tre principali aziende produttrici di birra negli Stati Uniti erano Anheuser-Busch, MillerCoors e Pabst Brewing Company. I principali marchi di birra per quota di mercato erano Bud Light (28,3%), Budweiser (11,9%) e Coors Light (9,9%). I dati del 2009 mostrano un calo complessivo del consumo di birra rispetto agli anni precedenti, con solo le vendite di birra artigianale in aumento del 7-10%. Il consumo complessivo di birra negli Stati Uniti è stato calcolato in 205,8 milioni di barili.  La birra a bassa gradazione alcolica rappresenta una quota del 52,8% delle vendite di birra negli Stati Uniti.
Quasi l'ottanta percento dei minimarket vendono birra, di cui circa il 93 percento viene venduta fredda. L'industria americana del minimarket vende più di 2 miliardi di galloni di birra all'anno; circa un terzo di tutta la birra acquistata negli Stati Uniti. Del venti percento dei minimarket che non vendono birra, la maggior parte di essi si trova in Pennsylvania, il sesto stato per popolazione della nazione, a causa delle limitazioni delle vendite di alcolici nello stato, che rendono illegale la vendita nei minimarket e limitano le vendite all'interno dei supermercati.

## Birra artigianale
Oggi ci sono oltre 4.000 birrifici artigianali negli Stati Uniti e l'industria della birra artigianale impiega oltre 100.000 individui che producono 15,6 milioni di barili di birra all'anno. Secondo un articolo dell'Associated Press, pubblicato nel 2016, la birra artigianale è un'industria da 22 miliardi di dollari negli Stati Uniti e le vendite sono aumentate del 13% su base annua.
La Brewers Association, un gruppo commerciale di birrai americani, definisce un birrificio "artigianale" se: 1. è in gran parte indipendente dalla proprietà aziendale esterna, 2. produce meno di sei milioni di barili all'anno e 3. utilizza ingredienti tradizionali come malto d'orzo o ingredienti innovativi per esaltarne il sapore.
Il relativo successo dell'industria della birra artigianale commerciale ha portato alcuni colossi delle bevande a investire in birrerie più piccole come Widmer Brothers e Goose Island, e a sviluppare birre più complesse. Nonostante la crescita del settore dell'artigianato e della microbirrificazione, tuttavia, la birra artigianale rappresenta ancora solo l'11% delle vendite totali di birra in volume negli Stati Uniti, anche se si prevede che tale numero aumenterà nei prossimi decenni.
Mentre l'ascesa della birra artigianale negli Stati Uniti non è stata definita da nessuna singola area geografica, le regioni del paese associate a una forte cultura della produzione artigianale includono il Midwest, Mountain West, e il Pacifico Nord-ovest, dove viene coltivata la maggior parte delle varietà di luppolo americane. Nel complesso, la costa occidentale ha il maggior numero di birrifici artigianali e il profondo sud ne ha il minor numero. Portland ospita 58 fabbriche di birra, più di qualsiasi altra città al mondo. Vermont, Montana, Oregon, Alaska e Colorado hanno il più alto numero di fabbriche di birra per milione di abitanti nella nazione. California, Pennsylvania, Colorado, Ohio e Oregon hanno rispettivamente la più alta produzione totale di birre artigianali.

## Stili di birra

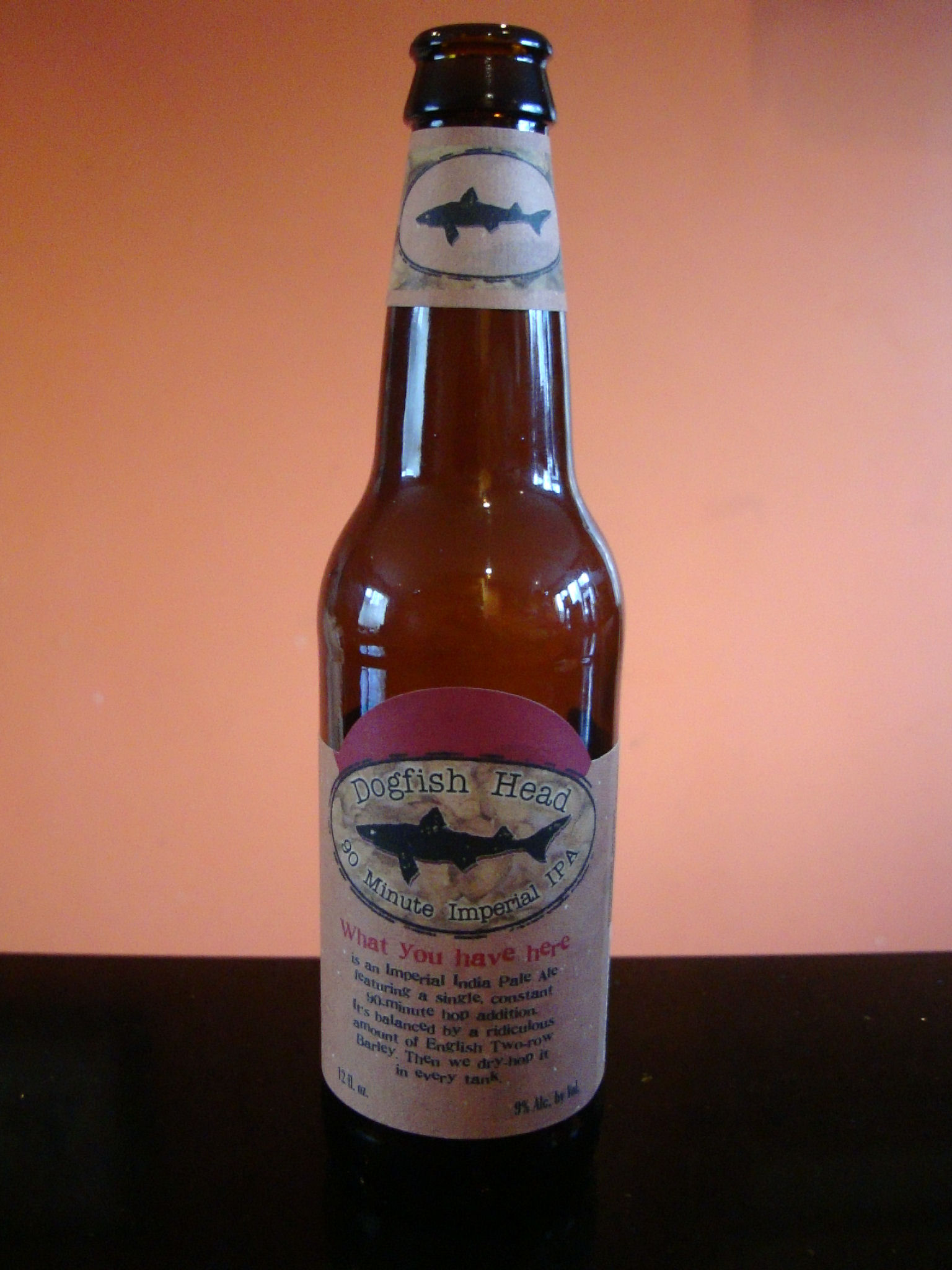
Dogfish Head 90 Minute IPA, un esempio di American Double IPA

### Stili pre-proibizionismo
Gli stili di birra storici originari degli Stati Uniti includono la Kentucky Common Beer, la birra ambrata, la birra bionda e la birra chiara.

### Stili artigianali contemporanei
Numerosi stili di birra sono emersi negli Stati Uniti sin dagli inizi del movimento della birra artigianale negli anni Settanta, che vanno dalle variazioni sugli stili tradizionali europei a birre lager molto più sperimentali. Le birre artigianali americane impiegano frequentemente nuove varietà di luppolo americano come Cascade, Citra, Simcoe, Willamette o Warrior. Questi luppoli, sviluppati da coltivatori privati e università dagli anni Settanta, contribuiscono al carattere distintivo di molte birre artigianali americane ma sono particolarmente importanti per il sapore dell'American Pale Ale (APA) e dell'American India Pale Ale. Queste birre possono discostarsi notevolmente dai tradizionali stili inglesi da cui sono state adattate e sono spesso decisamente amare, resinose o fruttate.
Altri stili adattati con diverse varianti americane includono la birra rossa irlandese, la birra scozzese, la birra di frumento, e l'orzo. Alcuni birrifici, come Off Color Brewing a Chicago, si concentrano sulla riscoperta di stili di birra che si sono sostanzialmente estinti dall'avvento del Reinheitsgebot in Germania.
Altresì gli stili di birra belga sono stati adattati dai birrifici americani, tra questi gli stili saison, dubbel, tripel e birra forte belga. Le più leggere di queste birre (saison, birra chiara dorata e tripel) hanno sapori morbidi di malto e caratteristiche "piccanti" da lievi a forti che provengono dal lievito o dall'aggiunta di spezie. La più scura di queste birre (dubbel e birra chiara scura) può avere sapori di frutta secca che deriva dai malti, dal lievito e dallo zucchero usati per produrli. Tutte queste birre hanno un alto contenuto di carbonatazione e un basso contenuto di luppolo. Witbier, uno stile quasi estinto fino alla reintroduzione del birraio belga Pierre Celis negli anni '60, è uno degli stili di birra artigianale più venduti negli Stati Uniti. Brewery Ommegang, Jolly Pumpkin e The Bruery sono altri esempi di birrifici che producono birre di ispirazione belga. Nel 2014, il birrificio Spencer, aperto dai monaci dell'abbazia di St. Joseph a Spencer, nel Massachusetts, divenne il primo birrificio trappista certificato al di fuori dell'Europa.

### Lager chiara
Mentre le aziende produttrici di birra artigianale con una miriade di offerte di stile continuano a guadagnare quote di mercato, lo stile più venduto di birra prodotta negli Stati Uniti è ancora la lager chiara, spesso prodotta dalla maggior parte dei produttori di birra su larga scala, tra cui Anheuser-Busch InBev e MillerCoors. Questi produttori di birra su larga scala producono anche altri stili popolari, spesso relativamente leggeri nel corpo, nel sapore e nelle calorie. La birra leggera, introdotta su larga scala dalla Miller Brewing Company nei primi anni Settanta, è una birra prodotta con ridotto contenuto di alcol e carboidrati e si è sviluppata per eclissare molti dei marchi di birra chiara originali nelle vendite. Bud Light, prodotta da Anheuser-Busch InBev, è la birra più venduta negli Stati Uniti.

## Distribuzione
La distribuzione della birra in America è suddivisa in produttori, grossisti e rivenditori. Prima del proibizionismo, la birra veniva venduta al popolo americano quasi esclusivamente attraverso i saloon. I consumatori di solito bevevano la loro bevanda al saloon o in alcuni casi ricorrevano a grandi secchi di latta per portare la birra a casa. La stragrande maggioranza dei saloni in America in quel momento erano di proprietà o controllati da birrifici. Dopo la fine del proibizionismo nel 1933, gli stati approvarono leggi che regolavano la vendita di alcolici, inserendo un intermediario tra il produttore di birra e il rivenditore che prima non esisteva, noto come distributore, fornitore o grossista. I birrifici producevano la birra, i distributori la trasportavano e la vendevano ai rivenditori, mentre i rivenditori la vendevano al pubblico. Per garantire che non esistessero gli incentivi che hanno portato alla corruzione prima del proibizionismo, gli stati hanno adottato disposizioni per garantire l'indipendenza della produzione, del commercio all'ingrosso e del commercio al dettaglio nel settore della birra. Il Codice di legge del Delaware afferma che "È illegale per un produttore o fornitore... possedere o essere interessato in qualsiasi modo in qualsiasi stabilimento autorizzato dal Commissario a vendere liquori alcolici". Questo sistema offre agli Stati un maggiore controllo sulle vendite di alcolici rispetto a prima perché ora i partecipanti al mercato in ciascuna delle tre fasi necessitano di una licenza statale per fare affari.

In base al sistema a tre livelli, le tasse potrebbero essere applicate a tre livelli del processo di distribuzione della birra. I birrifici pagano un'accisa federale. I distributori sono tassati dagli Stati (di solito in base al volume), e infine i rivenditori devono pagare un'imposta sulle vendite. Mentre questo incrementa considerevolmente il prezzo della birra, si riteneva che un aumento dei prezzi della birra avrebbe portato alla moderazione nel suo consumo. Dai piccoli birrifici questo sistema è generalmente apprezzato perché garantisce che le grandi fabbriche di birra non possano controllare i distributori e bloccarli dal mercato. Un'analisi di Standard&Poor ha stimato che tutte le tasse riscosse durante la produzione, la distribuzione e la vendita al dettaglio di birra ammontano al 44% del prezzo al dettaglio.
Un altro problema è il deterioramento dell'indipendenza tra birrifici e distributori. La maggior parte dei distributori si definisce addirittura distributore " Anheuser-Busch " o " MillerCoors "  e recentemente Anheuser-Busch InBev ha rafforzato gli incentivi nel suo programma di esclusività. Anche se sono privi dello stesso livello di controllo dei tempi di pre-proibizionismo, i produttori possono ancora avere un'influenza sostanziale su ciò che le birre arrivano sugli scaffali. In effetti, uno dei motivi per cui InBev ha recentemente acquistato Anheuser-Busch è stato quello di ottenere l'accesso ai suoi canali di distribuzione. Questa mancanza di indipendenza è particolarmente minacciosa per le piccole fabbriche di birra, che sostengono che l'indipendenza del grossista è fondamentale per assicurarsi che il successo o il fallimento della birra dipenda dalla domanda dei consumatori, non dagli ostacoli alla distribuzione.
Coloro che spingono per un sistema più aperto di distribuzione della birra spesso indicano recenti cambiamenti nelle leggi sulla vendita del vino. Tutti gli stati tranne 11 ora consentono alle aziende vinicole di spedire direttamente al consumatore, eliminando il mezzo intermedio. Il ragionamento alla base di queste leggi è che, a causa degli elevati costi di spedizione, solo gli appassionati alla ricerca di vini di fascia alta, costosi, stanno approfittando di questo metodo, eliminando la necessità di aumentare i costi che inducono la moderazione nel consumo. Proposte di apertura delle leggi nei restanti 11 stati sono contrastate da distributori e rivenditori che sostengono che danneggerebbe le piccole imprese, ma supportate da piccole fabbriche di birra che sperano che i cambiamenti possano diffondersi anche nel settore della birra.